# تيزي نتاست (تيزي نتاست)
تيزي نتاست هي إحدى مشيخات المملكة المغربية، تتبع جغرافيا لإقليم تارودانت وإداريًا لتيزي نتاست. يقدر عدد سكانها بـ 5391 نسمة حسب الإحصاء الرسمي للسكان والسكنى لسنة 2004.